# Plućni sekvestar
Plućni sekvestar (od latinske reči sequestrare što znači odvojiti) je retka kongenitalna malformacija pluća, koju karakteriše postojanje afunkcionalnog plućnog tkiva odvojenog od traheobronhijalnog stabla, koje je, umesto plućnom arterijom, vaskularizovano anomalnim sistemskim arterijskim sudom. Postoje dve vrste sekvestara. Intralobusni koji je okružen normalnim plućem i njegovom pleurom i ekstralobusni koji je lokalizovan van pluća i ima sopstvenu pleuru. Mana je veoma retka i javlja se kod oko 1,1−1,8% svih urođenih mana pluća.
Bolest se otkriva u ranom detinjstvu u sklopu drugih anomalija ili u mlađem i srednjem životnom dobu usled sekundarne infekcije sekvestra. Dijagnoza se potvrđuje angiografijom. Ukoliko se mana ne prepozna preoperativno, u toku operacije može doći do povrede anomalne sistemske arterije i fatalnog krvarenja.

## Istorija
Prvi opis ekstralobusnog sekvestra puća dao je Rokitansky 1861. godine. Moderni klinički opis potiče od Mc Cottera 1910. godine. 
Prvi intralobusni sekvestar pluća opisao je Fischer 1928. godine. 
Pryce je 1946. godine prvi upotrebio termine ekstralobusni i intralobusni sekvestar pluća za posebne patološko-anatomske i kliničke entitete.
Prva interesovanja za detaljnije izučavanje ove anomalija javila su se od 1940. godine kada je opisan slučaj fatalnog ishoda donje lobektomije usled iskrvarenja nakon povrede anomalnog sistemskog arterijskog krvnog suda.
Savić i sar. dali su pregled svih sekvestara od 1962. sa ukupno 540 bolesnika ukljućujući i sedam sopstvenih. 
Sade i sar. 1974. godine prikazali su analizu 300 sekvestara pluća dijagnostikovanih od 1946. godine.

## Epidemiologija
Plućna sekvestracija retko se sreće i obuhvata 0,15—6,4% svih urođenih anomalija pluća. 
Polne razlike
Ekstralobusna sekvestracija je 4−5 puta češće zastupljena kod muškaraca, dok intralobusna forma ima podjednaku zastupljenost u oba pola. 

## Etiopatogeneza
Plućni sekvestar retka je urođena anomalija pluća koju karakteriše postojanje afunkcionalnog plućnog tkiva odvojenog od traheobronhijalnog stabla, koje je, umesto plućnom arterijom, vaskularizovano anomalnim sistemskim arterijskim krvnim sudom. Arterijsku vaskularizaciju dobija preko anomalnih sistemskih arterija koje vode poreklo iz aorte ili njenih grana. 
Kod 73,9% bolesnika anomalni sudovi potiču iz grudne a kod 18,7% iz trbušne aorte. Nađeno je i odvajanje anomalne arterije od лат. a. anonimae, a. subclaviae, celijačne i lijenalne arterije. Opisan je i slučaj odvajanja anomalne arterije iz koronarne arterije.
Anomalne arterije sekvestra najčešće pristupaju između dva lista plućnog ligamenta. Obično se radi o jednom krvnom sudu prečnika od 1−20 mm, mada ih može biti i više. Srednji prečnik arterija koje potiču iz grudne aorte je 6,3 mm, a iz trbušne aorte je 6,6 mm. Venska drenaža obavlja se preko plućnih vena kod 95,75% bolesnika 2. Izuzetno retko drenaža se vrši preko plućne arterije.
Postoje dva tipa plućnog sekvestra: intralobusni (ILS) i kstralobusni (ELS),
Intralobusni sekvestar pluća (skraćeno ILS)
Kod intralobusnog oblika abnormalno tkivo okruženo je normalnim plućem i nalazi se unutar visceralne pleure (plućne maramice) .
Pojava ILS je češća i javlja se kod 75−85% slučajeva. Četiri puta je zastupljeniji na levoj strani, a kod 80% bolesnika lokalizovan je u posterobaznom segmentu.
Histološki razlikuju se dve grupe ILS: cistično-bronhiektatična, koja daje brojne simptome, i pseudotumorska, koja je asimptomatska i vrlo retka 
Ekstralobusni sekvestar pluća (skraćeno ELS)
Kod ekstralobusnog oblika, koji je mnogo ređi tip plućne sekvestracije javlja se sopstveni pleurni omotač koji je potpuno odvojen od okolnog normalnog plućnog tkiva. 
Ekstralobusni plućni sekvestar javlja se kod 15−25% bolesnika. Ovaj oblik se naziva akscesornim plućem i smatra se primitivnijim oblikom u odnosu na ILS. Kod 91 analiziranog bolesnika sa ELS ustanovljeno je snabdevanje arterijskom krvlju iz toraksne aorte kod 46,1% i iz abdomenske aorte kod 31,6% bolesnika. Venska drenaža odvija se preko sistemskih vena, obično u venu azigos i hemiazigos, mada u značajnom broju ide preko plućnih vena (21,1%) i preko gornje šuplje vene (11,5%).
Ekstralobusni plućni sekvestar je kod oko 80% bolesnika u odnosu sa levom hemidijafragmom. Najčešće, nalazi se između pluća i dijafragme ili ispod dijafragme u trbuhu. Zabeležene su i interlobusne, kao i medijastinumske lokalizacije ELS. Veličina varira od 0,5 cm do 13 cm, a većina je bila između 3 i 5 cm. Najveći ELS bio je veličine 15 × 8 × 6 cm.

### Embriologija
Danas, najprihvatljivija teorija ukazuje na postojanje akscesornog plućnog pupoljka. Ukoliko do njegovog nastanka dođe u ranom embrionom životu, akscesorni plućni pupoljak ostaje unutar pleurnog omotača i gradi ILS. 
Ukoliko se anomalni pupoljak razvije nakon formiranja pleure, rezultat je nastanak ELS. Tada plućni sekvestar ima vlastitu pleuru i potpuno nezavisno se razvija od normalnog pluća. Anomalija nema hereditarnu osnovu.
Udruženost ILS sa drugim anomalijama prisutna je kod do 15% bolesnika. Najčešće je reč o divertikulima jednjaka, levkastim grudima i dijafragmnoj herniji 8 .

## Klinička slika
Intralobusna sekvestracija klinički se ispoljava tek po formiranju komunikacija sa okolnim zdravim plućem i to u vidu recidivne, lokalizovane plućne infekcije i to do 10. godine života u 40−60% slučajeva.
Simptomi su nespecifični i najčešće podrazumevaju kašalj i iskašljavanje gnojnog sadržaja, bol u grudima, hemoptizije i groznicu. Kada se razvije u punom obimu ILS je veoma teško razlikovati od piogenog plućnog apscesa i bronhiektazija. 
Klinička slika može biti izmenjena zbog oboljenja koje se naknadno razvije u sekvestru. Bell-Thomson i sar. opisali su skvamocelularni karcinom, a Gatzinsky i Olling  i Okamoto i sar.  slučaj adenokarcinoma u ILS.
Opisani su slučajevi tuberkuloze, gljivične plućne infekcije  i bronhijalnog adenoma u sekvestriranom delu pluća. Zapatero i sar.  opisali su slučaj masivnog hemotoraksa kao redak vid ispoljavanja ILS. Alberts i Becker prikazali su bolesnicu, staru 54 godine, koja je dobila bakterijski endokarditis mitralne valvule uzrokovan infekcijom ILS lokalizovanom u donjem desnom režnju.
Kongestivnu srčanu manu i masivne hemoptizije opisali su Fabre i sar. kod 25-godišnje bolesnice sa urođenom aortnom stenozom i nedijagnostikovanim ILS. 
Ekstralobusni plućni sekvestar udružen je kod preko 60% bolesnika sa drugim teškim kongenitalnim anomalijama koje su često uzrok smrti novorođenčeta, najčešće zbog bolesti hijaline membrane infant respiratory distress syndrome (IRDS) ili ekstraperikardne tamponade prouzrokovane dijafragmnom hernijom. DePeredes i sar. 19 u svom radu navode da je ELS kod 58% bolesnika praćen anomalijama dijafragme koje se javljaju kod 80% bolesnika sa leve strane.

## Dijagnoza
Kako se intralobusni sekvestar češće klinički ispoljava on se dijagnostikuje kod oko 50% bolesnika pre operacije.
Kod 20% bolesnika otkriva se u sklopu ispitivanja tegoba vezanih za dijafragmalnu kilu, a kod 20% bolesnika je asimptomatski i otkriva se na rutinskoj radiografiji pluća, kada se prezentuje kao homogena triangulna senka vrhom okrenuta prema hilusu pluća. 
Aortografija je suverena dijagnostička procedura za dokazivanje plućnog sekvestra, a li i metoda za sprečavanje pojave da jedna rutinska operacija postane visoko rizična hirurška intervencija zbog opasnosti od nekontrolisanog krvarenja
Pažljivo uzeta anamneza koja otkriva postojanje recidivnih plućnih infekcija kod mlađih osoba uz karakterističan rendgenski nalaz trebalo bi da diferencijalno-dijagnostički uzme u obzir i plućni sekvestar kao realnu mogućnost.
Nalazi radiografije, tomografije, bronhoskopije, bronhografije, scintigrafije pluća i kompjuterizovane tomografije (KT) mogu da upute na sumnju za prisustvo plućne sekvestracije i sugerišu aortografiju kojom se mogu rešiti dijagnostičke nedoumice.

## Terapija
Lečenje je hirurško. Simptomatski intralobusni sekvestar pluća je apsolutna indikacija za operaciju. Lobektomija je operacija izbora. Jedini ozbiljan problem i rizik pri ovoj operaciji je mogućnost akcidentnog presecanja anomalnog arterijskog krvnog suda.
Lečenje ekstralobusnih sekvestara pluća takođe je hirurško, jer je i samo otkriće nerazjašnjene tumorske mase u grudnom košu indikacija za operaciju.

## Spoljašnje veze
- Emedicine on pulmonary sequestrations (језик: енглески)

|  | Molimo Vas, obratite pažnju na važno upozorenje u vezi sa temama iz oblasti medicine (zdravlja). |